# Henrik Balslev
Henrik Balslev  (n. 4 de enero de 1951 ) es un botánico danés. Se ha desempeñado en el Departamento de Ciencias Biológicas, de la Universidad de Aarhus.
Realizó sus estudios secundarios en "Hjørring Gymnasium", 1970; obtuvo su M.Sc. en Biología, en la U. de Aarhus en 1978; y su Ph.D. en Botánica, en la City University of New York en 1982.
Realizó varias expediciones: África del Este, de 1974 a 1975; Andes, en 1980. Ecuador en 1976, 1985, 1986, 1987, 1988, 1989, 1990. Brunéi, Borneo en 1991, Ecuador en 2001, Perú en 2002 y en 2003.

## Algunas publicaciones
- Balslev, H. 1993. Neotropical Montane Forests: Biodiversity and Conservation. Abstracts from a Symposium at the New York Botanical Garden, 21-26 jun 1993, NEOTROPICAL MONTANE FOREST BIODIVERSITY. Ed. David Brown Book Co, ISBN 87-87600-40-4 (87-87600-40-4)
- Friis, I; H Balslev (eds.). 2005. Plant Diversity and Complexity Patterns - Local, Regional and Global Dimensions. Proc. international symposium held at the Royal Academy of Sciences and Letters in Copenhagen, Denmark, 25-28 de mayo de 2003. Biologiske Skrifter 55, 1-603 s. Det Kongelige Danske Videnskabernes Selskab, København
- Jensen, LU; JE Lawesson; H Balslev; MC Forchhammer. 2004. Predicting the distribution of Carpinus betulus in Denmark with Ellenberg's Climate Quotient. Nordic Journal of Botany 23 (1), s. 1-11

### Libros
- Balslev, H; JL Luteyn, E Forero, SP Churchill. 1993. Biodiversity and Conservation of Neotropical Montane Forests. Proc. Neotropical Montane Forest Biodiversity and Conservation Symposium, the New York Botanical Garden, 21-26 jun 1993. 108 pp. New York Botanical Garden Pr Dept, ISBN 0-89327-400-3
- Balslev, H; H Borgtoft Pedersen. Ecuadorean Palms for Agroforestry. Ed. David Brown Book Co, ISBN 87-87600-30-7
- Balslev, H; R Mix, JE Madsen. Flora of Puna Island: Plant Resources on a Neotropical Island. d. David Brown Book Co, ISBN 87-7288-854-7
- Balslev, H; F Borchsenius, H Borgtoft Pedersen, F Borchenius. Manual to the Palms of Ecuador. Ed. David Brown Book Co, ISBN 87-87600-53-6

- Holm-Nielsen, LB, IC Nielsen, H Balslev (eds.). 1989. Tropical Forests: Botanical Dynamics, Speciation and Diversity. 380 pp. Academic Press, Londres
- Balslev, H, JL Luteyn (eds.) 1992. Páramo. An Andean Ecosystem Under Human Influence. 282 pp. Academic Press, Londres
- Churchill, SP, JL Luteyn, H Balslev, E Forero (eds.) 1995. Biodiversity and Conservation. Neotropical Montane Forests. 702 pp. The New York Botanical Garden, New York
- Valencia, R, H Balslev (eds.) 1997. Estudios Sobre Diversidad y Eecología de Plantas. Memorias del II Congreso Ecuatoriano de Botánica realizado en la Pontificia Universidad Católica del Ecuador. 289 pp. Univ. Católica, Quito
- Duivenvoorden, JF, H Balslev, J Cavelier, C Grandez, H Tuomisto, R Valencia (eds.) 2001. Evaluación de recursos vegetales no maderables en la Amazonía noroccidental. IBED, Universiteit van Amsterdam
- Aguirre, MZ, JE Madsen, E Cotton, H Balslev (eds.) 2002. Botánica Austroecuatoriana - Estudios sobre los recursos vegetales en las provincias de El Oro, Loja y Zamora-Chinchipe. Abya Yala, Quito
- Friis, I, H Balslev (eds.) 2005. Plant Diversity and Complexity Patterns, Local, Regional and Global Dimensions. Biol. Skr. 55: 1–603, The Royal Danish Academy of Sciences and Letters, Reitzels. Forlag, Copenhague

## Honores
“Doctor honoris causa” al Doctor Balslev, entre otras razones fue por haber “contribuido significativamente a la formación de botánicos ecuatorianos y al desarrollo científico de nuestro país” PUCE, 2009.

### Epónimos
- Centropogon balslevii Jeppesen[1]
- Phoradendron balslevii Kuijt[2]
- Parkia balslevii Hopkins[3]
- Disterigma balslevii Luteyn[4]
- Cynanchum balslevii Morillo[5] (=Jobinia balslevii (Morillo) W.D.Stevens[6]
- Anthurium balslevii Croat & J.J.Rodr.[7]
- Boehmeria balslevii Friis & Wilmot-Dear[8]

- La abreviatura «Balslev» se emplea para indicar a Henrik Balslev como autoridad en la descripción y clasificación científica de los vegetales.[9]